# Flomena Chepchirchir
Flomena Chepchirchir, née le 1er décembre 1981, est une athlète kényane.

## Carrière
Flomena Chepchirchir remporte la Cursa de Bombers en 2002, le BIG 25 Berlin en 2007 et en 2011, la Great Scottish Run en 2011, le semi-marathon de Lille en 2012, termine quatrième du marathon de Berlin 2012. Elle remporte le marathon de Séoul en 2013 et le marathon de Macao en 2014.